# Parigny (Manica)
Parigny è un comune francese di 1 878 abitanti situato nel dipartimento della Manica nella regione della Normandia.

## Società

### Evoluzione demografica
Abitanti censiti